# Maria Elżbieta Wazówna
Maria Elżbieta z dynastii Wazów (ur. 10 marca 1596 na zamku Örebro, zm. 7 sierpnia 1618 na zamku Bråborg) – księżna Östergötland, córka króla Szwecji Karola IX Wazy i Krystyny holsztyńskiej, żona księcia Jana, młodsza siostra Gustawa II Adolfa.

## Życiorys

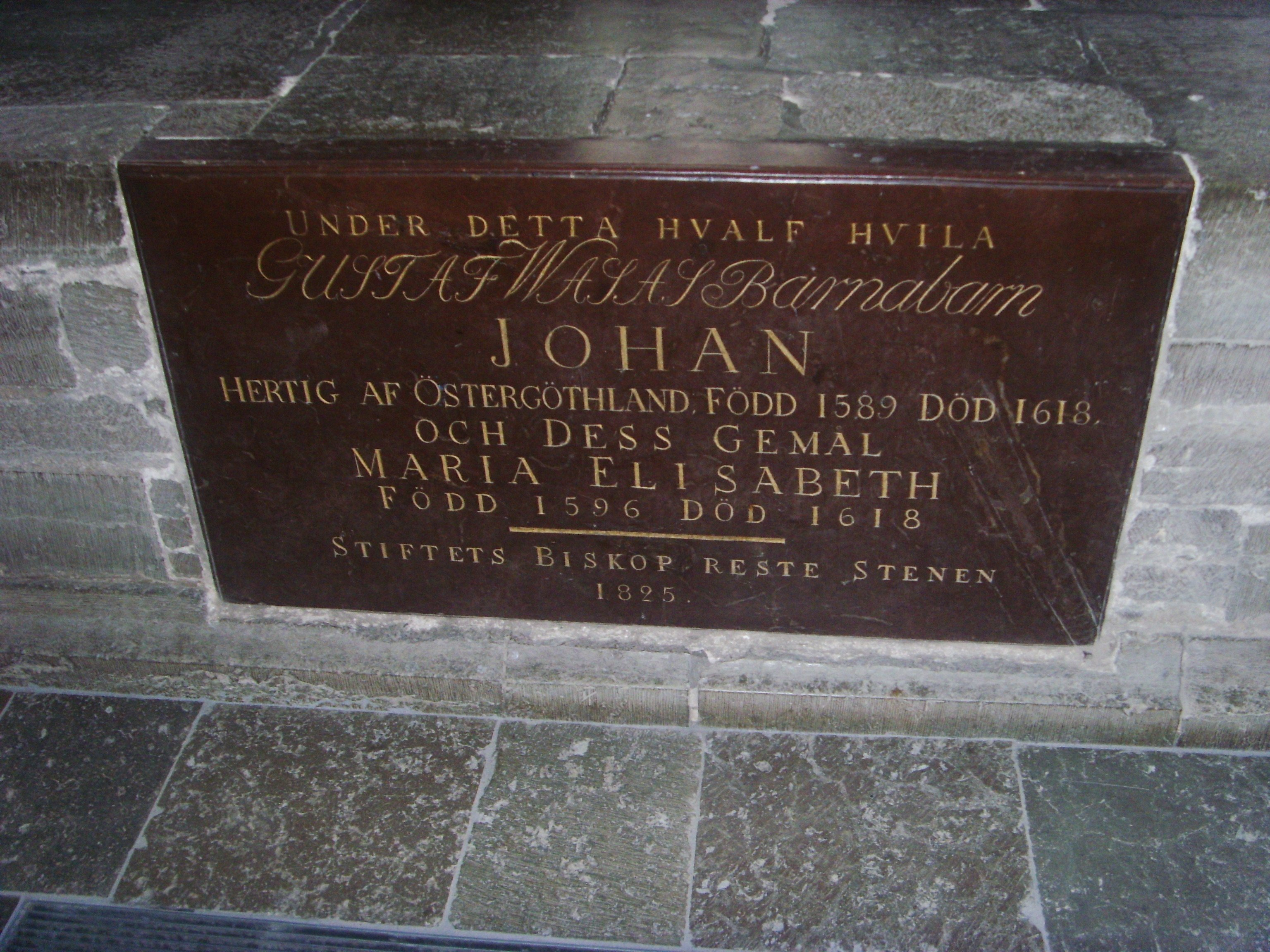
Grobowiec księcia Jana i księżnej Marii Elżbiety w katedrze w Linköping

Maria Elżbieta wychowywała się przez pewien czas ze swym starszym kuzynem, księciem Janem Wazą. W roku 1604 oboje mieli wspólnych nauczycieli, Johannesa Bureusa i Johana Skytte. Maria Elżbieta miała duże zainteresowania literackie, a Johan Skytte w trakcie swoich podróży kupował dla niej książki. W wieku dziesięciu lat Maria Elżbieta korespondowała z nim także po łacinie.
W roku 1610 Maria Elżbieta i książę Jan zaręczyli się.
29 listopada 1612 roku pobrali się, po czym zamieszkali w Vadstenie. Małżeństwo pomiędzy osobami bliskiego pokrewieństwa było już wcześniej przedmiotem wątpliwości ze strony duchowieństwa, według którego było ono sprzeczne z rozporządzeniem kościelnym z 1571 roku. Królowa Krystyna, wdowa po Karolu IX, nalegała jednak na ten związek, kierując się prawdopodobnie politycznymi kalkulacjami – obawiała się, że książę Jan w przypadku ewentualnego ślubu z księżniczką obcego pochodzenia mógłby zdobyć silniejszą pozycję w królestwie.
Związek małżeński Jana i Marii Elżbiety okazał się nieszczęśliwy. Młoda księżna była słabego zdrowia, chorowita i przewrażliwiona. W jednym listów do matki z 1614 roku wypominała jej, że zmusiła ją do związku z Janem. Między małżonkami nie było więzi uczuciowej, a nad ich związkiem zaciążyła dodatkowo postępująca choroba ich obojga. Jan cierpiał na ataki depresji, które nasiliły się po roku 1613. W roku 1614 u Marii Elżbiety pojawiły się symptomy choroby psychicznej, która, ze zmiennym natężeniem, miała trwać do końca jej życia. Księżna okresowo traciła mowę i musiała znajdować pod ścisłym nadzorem, ponieważ obawiano się, że będzie próbowała odebrać sobie życie. Stan jej zdrowia spowodował wielki niepokój w rodzinie. Królowa-matka okresowo mieszkała razem z nią, a król Gustaw II Adolf wysłał swojego osobistego lekarza, aby pomóc miejscowym lekarzom w próbach wyleczenia księżnej.
Maria Elżbieta zmarła w pięć miesięcy po śmierci Jana. W styczniu 1619 roku została pochowana u boku męża w katedrze w Linköping.